# Cova de les Bèsties
La cova de les Bèsties és un abric rocós que conserva una de les representacions de pintura rupestre més ben conservades i extensa del Neolític trobades al desert de Líbia fins a la data. L'indret, al sud de l'altiplà de Gilf Kebir a l'extrem sud-oest d'Egipte és limítrof amb el Sudan i Líbia; actualment està deshabitat i forma part de la zona més àrida del Sàhara.
L'abric va ser descobert l'any 2002 pels arqueòlegs Massimo i Jacopo Foggini i Ahmed Mestikawi, raó per la qual també s'anomena cova Foggini-Mestikawi o cova Foggini. L'any 2010 científics de la Universitat de Colònia van dur a terme un exhaustiu registre de l'abric i van denominar el lloc cova Wadi Sora II.
Les pintures van ser realitzades fa uns 7.000 anys. Llavors el Sàhara tenia un clima humit. Testimoniatge d'aquell període era un llac holocè, avui desaparegut, al peu de l'abric. Fa 6.000 anys van cessar les precipitacions monsòniques. La gent va marxar i el Sàhara es va quedar desert i en gran part deshabitat tal com el coneixem enguany.

## Les pintures

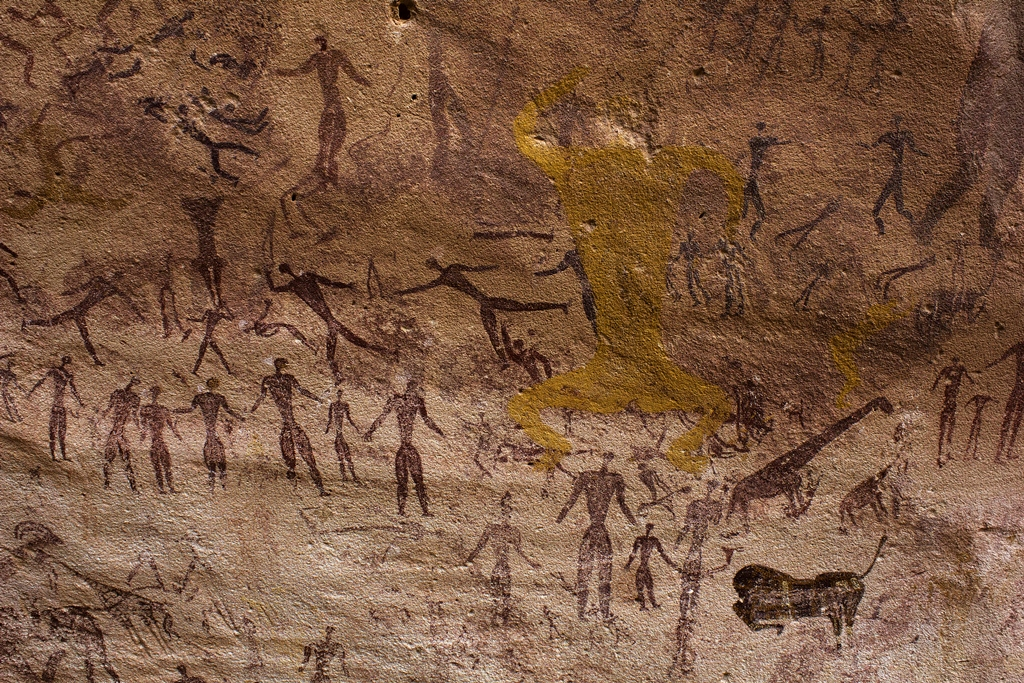
Detall de l'abric

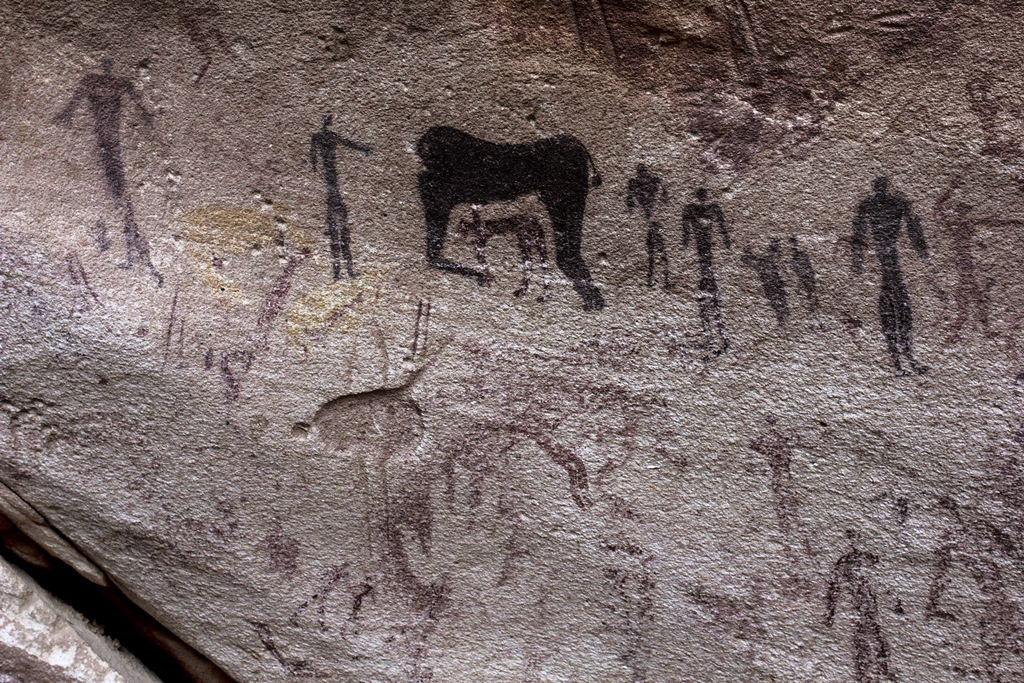
Detall d'una bèstia

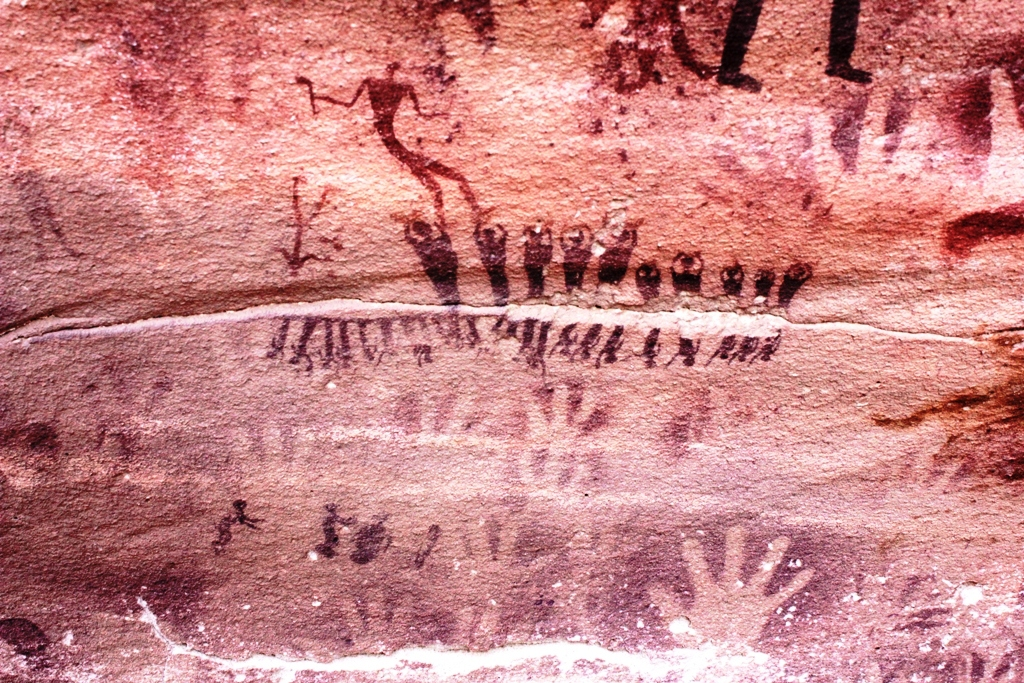
Grup d'homes. Al fons siluetes en negatiu de les mans

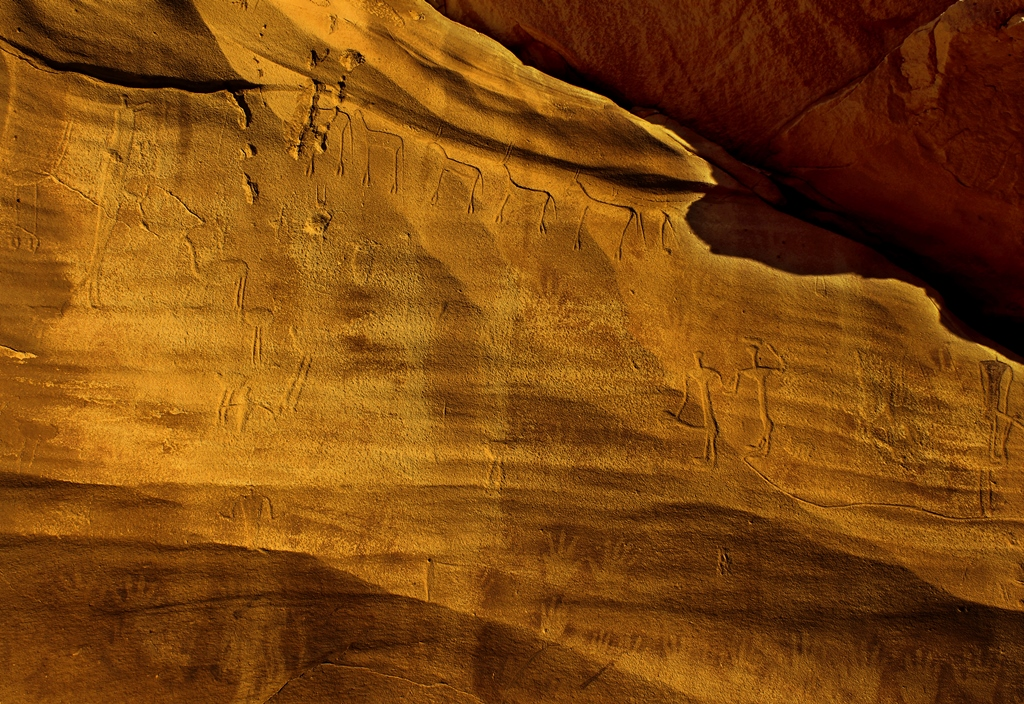
Fris amb gaseles gravades

Les pintures ocupen una franja d'uns 17 m de llargària i 3 m d'altitud. El conjunt pictòric està format per un total de més de cinc mil figures pintades sobretot en vermell, però també en groc, blanc i negre representant mans i peus en negatiu, grups de persones i uns animals mitològics teriàntrops i acèfals, anomenats bèsties, a les quals l'abric deu el seu nom. Mentre que les siluetes en negatiu de les mans es troben en moltes coves del món, les bèsties es troben només en el wadi Sura. Les pintures estan molt ben conservades i representen diferents temes parcialment pintats superposats. Uns gravats en baix relleu rematen l'abric. Les siluetes en negatiu de les mans estan estergides i formen l'estrat més antic mentre les petites figures blanques i els individus alts i grocs són de creació més recent, donant fe d'un ús perllongat de l'abric.
Les bèsties són les protagonistes, moltes de les quals han sofert atacs de mutilació ja en temps prehistòrics. Les bèsties, sempre envoltades d'éssers humans, destaquen per la seva forma i la seva grandària. Tenen una cua llarga i un cos de felí amb potes en forma de peus humans o d'animals. Encara que no tinguin cap, semblen devorar o escopir éssers humans.
Algunes estan embolicades en una mena de xarxa daurada.
L'abric està sembrat de grups d'éssers humans ballant, flotant i nedant, no pas sempre relacionats amb les bèsties: en la part inferior de l'esquerra de la cova, aprofitant una esquerda natural, apareixen a sobre un grup de persones mantenint una fona amb les mans aixecades. Per sota de l'esquerda, hi ha un altre grup amb una mà aixecada mirant cap a un costat.
Distribuït per tot l'abric hi ha fauna salvatge: un elefant, estruços, antílops i girafes. Les figures de l'abric parlen d'un món mític i el seu simbolisme encara no s'ha sabut descodificar.